# Johnny Isakson

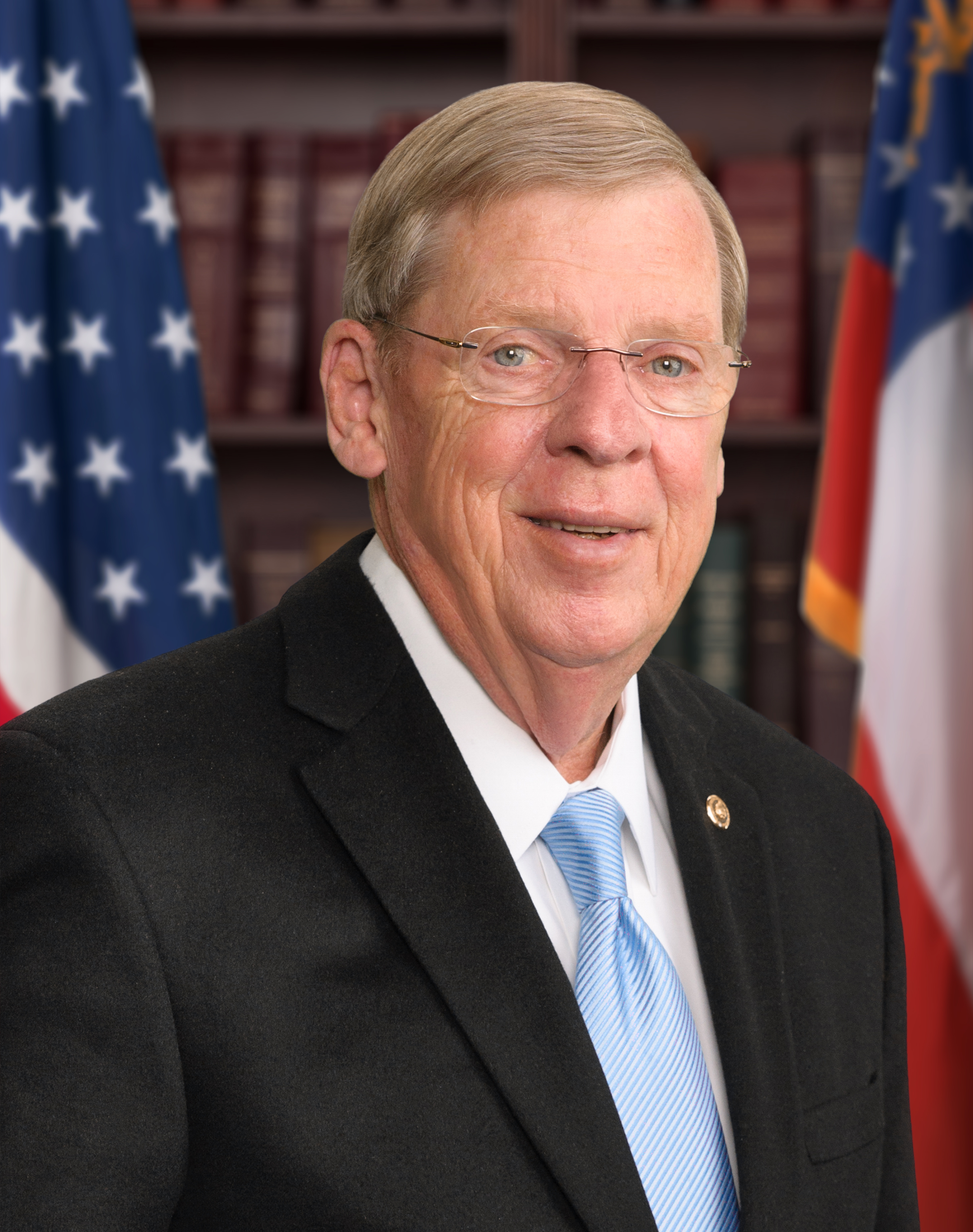
Johnny Isakson

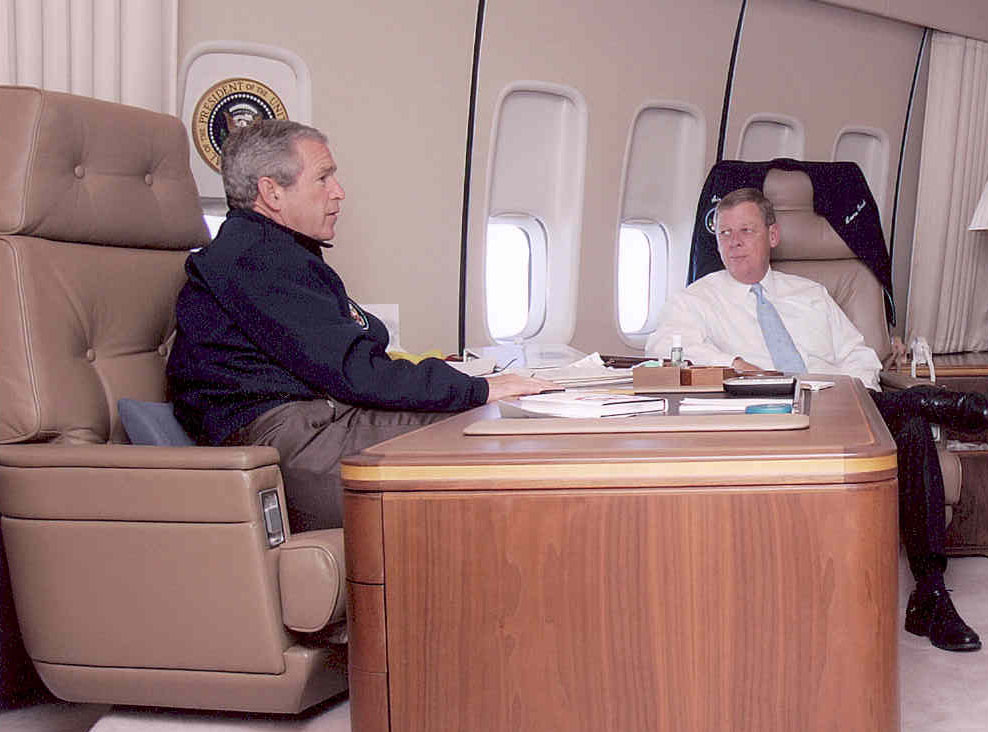
George W. Bush und Senator Isakson an Bord der Air Force One.

Johnny Isakson (* 28. Dezember 1944 in Atlanta, Georgia; † 19. Dezember 2021 ebenda) war ein US-amerikanischer Politiker der Republikanischen Partei. Er war von 2005 bis 2019 Senator der Vereinigten Staaten für den Bundesstaat Georgia.

## Leben
Isakson wurde 1944 in Atlanta als Nachkomme schwedischer Einwanderer geboren. Nach seiner Schulzeit diente Isakson von 1966 bis 1972 in der Georgia Air National Guard. Danach studierte Isakson an der University of Georgia, anschließend eröffnete er das erste Büro des Immobilienunternehmens Northside Realty im Cobb County. 1979 wurde Isakson Präsident des Unternehmens und behielt 22 Jahre lang die Führung des Unternehmens bis 2001 inne.
1974 wurde Isakson Mitglied der Republikanischen Partei. Sein erstes politisches Mandat hatte er von 1976 bis 1990 als Abgeordneter im Repräsentantenhaus von Georgia inne. Er verzichtete auf eine erneute Kandidatur, um sich als Gouverneur von Georgia zu bewerben, unterlag aber dem Demokraten Zell Miller. Von 1993 bis 1996 saß Isakson im Senat von Georgia. Im Jahr 1996 strebte er erstmals die Wahl in den US-Senat an, verlor jedoch in der republikanischen Primary gegen Guy Millner, der seinerseits in der Hauptwahl gegen den Demokraten Max Cleland unterlag.
Als Newt Gingrich, bis dahin Sprecher des US-Repräsentantenhauses, Anfang 1999 trotz Wiederwahl auf sein Mandat verzichtete, trat Johnny Isakson bei der Nachwahl im sechsten Kongresswahlbezirk von Georgia an und siegte mit 65 Prozent der Stimmen vor der ebenfalls den Republikanern angehörenden Christina Fawcett Jeffrey (25,4 Prozent). Er nahm sein Mandat im Repräsentantenhaus ab dem 23. Februar 1999 wahr und verblieb dort nach mehrmaliger Wiederwahl bis zum 3. Januar 2005. An diesem Tag wechselte er innerhalb des Kongresses in den Senat, nachdem er sich zuvor bei der Wahl 2004 mit einem Stimmenanteil von 57,9 Prozent gegen die demokratische Kongressabgeordnete Denise Majette (40 Prozent) durchgesetzt hatte. 2010 trat er zur Wiederwahl an; sein Gegenkandidat von der Demokratischen Partei war Georgias Arbeitsminister Mike Thurmond, gegen den er sich klar durchsetzen konnte. Da er bei der Wahl 2016 erneut bestätigt wurde, lief sein daraus resultierendes Mandat ursprünglich bis zum 3. Januar 2023. Im August 2019 gab Isakson bekannt, dass er zum Ende des Jahres seinen Sitz im Senat aus gesundheitlichen Gründen aufgeben wird. Zu seiner Interimsnachfolgerin wurde Kelly Loeffler ernannt.
Isakson war verheiratet und hat drei Kinder; er lebte in einem Vorort von Marietta. Er war Methodist und lehrt in deren Sonntagsschule.
Johnny Isakson starb wenige Tage vor seinem 77. Geburtstag an der Parkinson-Krankheit.

## Mitglied in Senatsausschüssen
- Committee on Veterans' Affairs (Vorsitzender)
- Committee on Ethics (Vorsitzender)
- Committee on Health, Education, Labor, and Pensions
- Committee on Foreign Relations
- Committee on Finance